# Bullarium
Bullarium (latin) betecknar en samling av påvliga bullor, encyklikor och breve. 
Bland större utländska samlingar märks framför allt: 
- Bullarium magnum romanum a Leone magno usque ad Benedictum XIV, 19 band, 1727–1758
- Regesta pontificum romanorum ad annum 1198, Jaffé, 1851
- Regesta pontificum romanorum 1198–1304, Potthast, två band, 1874–1875

Klas Örnhiälm och Johan Peringskiöld samlade var för sig bullor angående Sverige, och deras samlingar förvaras i handskrift i Kungliga Vitterhets Historie och Antikvitets Akademiens arkiv. Ett tryckt bullarium för Sverige utgavs av Celse år 1782; fortsättningar utgavs av Henrik Gabriel Porthan och Johan Henrik Schröder.